# Takeaki Harigaya
Takeaki Harigaya (針谷 岳晃 Harigaya Takeaki?, nacido el 15 de octubre de 1998 en Saitama) es un futbolista japonés que juega como centrocampista.
En 2017, Harigaya se unió al Júbilo Iwata de la J1 League.

## Trayectoria

### Clubes
| Club         | País  | Año         |
| ------------ | ----- | ----------- |
| Júbilo Iwata | Japón | 2017 - 2022 |

## Estadística de carrera

### J. League
| Club         | Año   | J. League | J. League | Copa J. League | Copa J. League | Total | Total |
| Club         | Año   | Part.     | Goles     | Part.          | Goles          | Part. | Goles |
| ------------ | ----- | --------- | --------- | -------------- | -------------- | ----- | ----- |
| Júbilo Iwata | 2017  | 0         | 0         | 3              | 0              | 3     | 0     |
| Júbilo Iwata | 2018  | 0         | 0         | 1              | 0              | 1     | 0     |
| Júbilo Iwata | 2019  | 3         | 0         | 6              | 0              | 9     | 0     |
| Total        | Total | 3         | 0         | 10             | 0              | 13    | 0     |